# Sandur (kulle)
Sandur är en kulle i republiken Island. Den ligger i regionen Västlandet, 90 km norr om huvudstaden Reykjavík. Toppen på Sandur är 239 meter över havet.
Trakten runt Sandur är nära nog obefolkad, med mindre än två invånare per kvadratkilometer. Det finns inga samhällen i närheten. Trakten runt Sandur består i huvudsak av gräsmarker.